# Morocco International 2014
Die Morocco International 2014 im Badminton fanden vom 6. bis zum 9. November 2014 in Casablanca statt. Es war die vierte Auflage der Titelkämpfe.

## Sieger und Platzierte
| Disziplin    | Gold                          | Silber                                 | Bronze                                      |
| ------------ | ----------------------------- | -------------------------------------- | ------------------------------------------- |
| Herreneinzel | Pedro Martins                 | Yuhan Tan                              | Bjorn Seguin                                |
| Herreneinzel | Pedro Martins                 | Yuhan Tan                              | Enis Sesalan                                |
| Dameneinzel  | Lianne Tan                    | Kate Foo Kune                          | Kader Inal                                  |
| Dameneinzel  | Lianne Tan                    | Kate Foo Kune                          | Ebru Tunalı                                 |
| Herrendoppel | Yusuf Ramazan Bay Sinan Zorlu | Mohamed Abderrahime Belarbi Adel Hamek | Angelo Silva Ricardo Silva                  |
| Herrendoppel | Yusuf Ramazan Bay Sinan Zorlu | Mohamed Abderrahime Belarbi Adel Hamek | Simon Eeckhoudt Nathan Vervaeke             |
| Damendoppel  | Kader Inal Fatma Nur Yavuz    | Cemre Fere Ebru Tunalı                 | Büşra Ünlü Ebru Yazgan                      |
| Damendoppel  | Kader Inal Fatma Nur Yavuz    | Cemre Fere Ebru Tunalı                 | Aliye Demirbağ Yaren Dolcu                  |
| Mixed        | Melih Turgut Fatma Nur Yavuz  | Bahaedeen Ahmad Alshannik Domou Amro   | Hamza Houmida Harag Nazik                   |
| Mixed        | Melih Turgut Fatma Nur Yavuz  | Bahaedeen Ahmad Alshannik Domou Amro   | Bani Mustafa Hasan Ali Mazahreh Leina Fehmi |